# Ombrotrella
Ombrotrella is een geslacht van rechtvleugeligen uit de familie krekels (Gryllidae). De wetenschappelijke naam van dit geslacht is voor het eerst geldig gepubliceerd in 2006 door Gorochov.

## Soorten
Het geslacht Ombrotrella  is monotypisch en omvat slechts de volgende soort:
- Ombrotrella beccalonii (Gorochov, 2006)